# Carlos López Contreras
Carlos López Contreras (* 31. Januar 1942 in Márcala, Departamento La Paz, Honduras) ist ein honduranischer Rechtswissenschaftler, Diplomat und Politiker.

## Biografie
Nach dem Schulbesuch absolvierte er ein Studium der Rechts- und Sozialwissenschaften an der Universität Complutense Madrid sowie der Nationalen Autonomen Universität von Honduras (UNAH) in Tegucigalpa, das er 1969 mit einem akademischen Grad in Rechtswissenschaften abschloss. Anschließend wurde er zunächst als Rechtsanwalt und 1974 auch als Notar beim Obersten Gerichtshof von Honduras zugelassen. 1977 erfolgte seine Berufung zum Professor für Rechtswissenschaften an der UNAH in San Pedro Sula bis 1979.
Zwischen 1979 und 1980 war er kurzzeitig Stellvertretender Außenminister im Kabinett von Präsident Policarpio Juan Paz García. Anschließend war er bis 1985 als Professor an der UNAH in Tegucigalpa tätig.
Am 27. Januar 1986 berief ihn Präsident José Simón Azcona del Hoyo zum Außenminister in dessen Regierung der Partido Liberal. Dieses Amt übte er bis zum Ende von Azcona del Hoyos Amtszeit am 27. Januar 1990 aus.
Danach war er bis 1991 als Vertreter von Honduras Mitglied des Vorstandes der Zentralamerikanischen Bank für Wirtschaftsintegration (BCIE). Danach war er als Botschafter in mehreren europäischen und amerikanischen Staaten tätig, aber auch Berater verschiedener honduranischer Ministerien. Im April 2002 wurde er Mitbegründer der zentralamerikanischen Anwaltskanzlei AZCALAW und ist seitdem auch deren Seniorpartner.
Nach dem Militärputsch vom 28. Juni 2009 und der Absetzung des gewählten Präsidenten Manuel Zelaya wurde er am 13. Juli 2009 von Interimspräsident Roberto Micheletti wieder zum Außenminister ernannt und damit Nachfolger des erst kurz zuvor eingesetzten Enrique Ortez Colindres.
Am 23. September 2009 verlas er eine Erklärung von Interimspräsident Micheletti mit folgendem Inhalt:
„Ich (Roberto Micheletti) bin bereit, mit jedem, an jedem Ort, zu jeder Stunde zu sprechen, einschließlich mit Ex-Präsident Manuel Zelaya.“ Ferner erklärte er, die Krise müsse zu einem Ende kommen. Deshalb wolle die Regierung auch Gespräche mit der Organisation Amerikanischer Staaten (OAS) aufnehmen. „Ich bin bereit, mit Herrn Zelaya zu sprechen, immer und unter der Bedingung, dass er ausdrücklich die durch unsere Verfassung für den 29. November autorisierten Wahlen anerkennt“
Nach dem Amtsantritt des neuen Präsidenten Porfirio Lobo Sosa am 27. Januar 2010, wurde Mario Canahuati sein Nachfolger.